# Anton Padovanski
Anton Padovanski, tudi Anton iz Lizbone, portugalski duhovnik, frančiškan, teolog, svetnik in cerkveni učitelj, * 15. avgust 1195, Lizbona, Portugalska, † 13. junij 1231, Arcella (Padova, Italija).

## Življenje
Sveti Anton se je rodil 15. avgusta 1195 portugalskemu plemiču Martinu Bulhões in njegovi ženi Mariji Tereziji Taveira. Njegovo krstno ime je bilo Fernando de Bulhões. Pri petnajstih letih mu je ob porodu umrla mati, kmalu zatem pa je vstopil v avguštinski samostan v Lizboni. Po približno enem letu ga je predstojnik samostana premestil v Coimbro. Tu je leta 1220 kot mlad redovnik prisostvoval čaščenju relikvij prvih frančiškovih mučencev, ki so misijonarili v Maroku, kjer so jih muslimani mučili do smrti. Ferdinanda sta njihova zgodba in trpljenje tako pretresla, da se je odločil prestopiti v red manjših bratov. Želel je oznanjati krščansko vero med muslimani, čeprav je s tem tvegal svoje življenje. Zaradi brodoloma in bolezni ni dospel v Afriko, pač pa se je po rešitvi in okrevanju na Siciliji odpravil v Umbrijo, od koder je po kapitlju odšel s provincialom Gracijanom v Emilijo Romagno. Slučajno so odkrili njegov govorniški talent. Po naročilu Frančiška Asiškega je začel poučevati brate teologijo in je prepotoval velik del Italije in južne Francije. Nazadnje se je ustalil v Padovi.

## Smrt in češčenje
Anton je umrl 13. junija 1231 v Arcelli blizu Padove.
Sveti Anton Padovanski je najhitreje kanonizirani svetnik v zgodovini katoliške cerkve. Papež Gregor IX. ga je za svetnika razglasil samo enajst mesecev po njegovi smrti.
Najbolj znano njegovo svetišče je znamenita Bazilika sv. Antona Padovanskega v Padovi, kjer hranijo med njegovimi relikvijami tudi njegov nestrohnjeni jezik.